# ブレイブリーデフォルト
『ブレイブリーデフォルト フライングフェアリー』（BRAVELY DEFAULT FLYING FAIRY）は、スクウェア・エニックスより2012年10月11日に発売されたニンテンドー3DS用ロールプレイングゲーム。ブレイブリーシリーズの第1作。略称は『BDFF』。パッケージ版とDL版の他に、ゲームソフト本体にサウンドトラック、アートアルバム、プロテクトケース、特大ARポスターを同梱した「コレクターズ パック」がe-STORE専売で発売された。
2013年12月5日には完全版である『ブレイブリーデフォルト フォーザ・シークウェル』（BRAVELY DEFAULT For the Sequel）が発売された。略称は『BDFtS』。
2025年6月5日には『BDFtS』をベースとしたNintendo Switch 2用ソフト『ブレイブリーデフォルト フライングフェアリー HDリマスター』が発売。

## 概要
2009年にリリースされた『光の4戦士 -ファイナルファンタジー外伝-』の主要スタッフ陣による新作RPG。キャラクターデザインは『オウガバトルシリーズ』や『ファイナルファンタジーXII』などでキャラクターデザインを手掛けた吉田明彦。一部サブキャラクターやジョブのデザインは大久保篤、石川ヒデキ、土林誠、碧風羽、竹なども参加している。ただし、『光の4戦士』の続編ではなく『完全新作』として制作されており、開発コンセプトも「王道ファンタジーRPG」と改められている。また、ARマーカーと連動した体験アプリ（ニンテンドーeショップで配信）によるプロモーションを積極的に行い、ユーザーからの意見をメンバーズサイトにて募集し、製品版に反映できるかについても回答していた。
『完全新作』であるにもかかわらず、サブタイトルを『FF（フライングフェアリー）』と冠したため『FF（ファイナルファンタジー）』との繋がりを意識させ否定的な意見が多かった。しかしこれに対して、エンディング後のタイトル画面ではサブタイトルが消え、「これはFFではない」という演出が行われており高い評価を得た。『BDFtS』のクリア後は、新たに続編を匂わせる演出も追加された。
本作品は『ファミ通』のクロスレビューでプラチナ殿堂入りを果たしたほか、ファミ通アワード2012で優秀賞とルーキー賞、電撃オンラインアワード2012ではコンシューマ部門で第1位を取得。日本ゲーム大賞では2012年度のフューチャー部門、2013年度の年間作品部門で優秀賞を受賞。
2012年11月25日には、BGMを担当したRevo (Linked Horizon) によるコンサート「Revo Linked BRAVELY DEFAULT Concert」が横浜アリーナにて開催された（昼夜2回公演）。指揮者に千住明を招き、東京シティ・フィルハーモニック管弦楽団と共演した。また、タイアップとして同ゲーム内で使用できるRevo本人のフレンド召喚データが2012年11月25日 - 12月1日の期間限定で配信された。コンサートの様子は後に『ルクセンダルク紀行』としてDVD化されている。
2012年11月1日からはハンゲームにてブラウザゲーム『ブレイブリーデフォルト プレイングブレージュ』（BRAVELY DEFAULT PRAYING BRAGE）のオープンβテストを開始。連動企画として、3DSのゲーム本編で使用できるイデアの着せ替えアイテムが入手できる。
2013年9月2日には完全版となる『ブレイブリーデフォルト フォーザ・シークウェル』が発表され、2013年12月5日に発売された。初回パッケージ版はディフラ加工を施したパッケージに、『ブレイブリーデフォルト プレイングブレージュ』とのコラボ企画のシリアルコードを封入。開発中の続編で採用される新システムを先行して搭載するほか、寄せられたプレイヤーの声をもとに100以上の改善、様々なプレイスタイルに対応するための新機能を収録。サブタイトルの「For the Sequel」は直訳すると「続編のために」という意味である。
『BDFF』所持者向けの期間限定優待ダウンロード版も用意されており、ニンテンドーeショップにて『BDFF』の更新パッチをダウンロードし、Ver1.1にしたうえで『BDFF』を起動させて購入画面に移動することで購入が可能（2014年1月31日まで、以降は通常価格で販売）。ダウンロード版は容量が約27,000ブロック（約3.3GB）と巨大であるため、初期3DS付属の2GBのSDカードでのダウンロードは不可能となっている。
2013年12月9日には続編『ブレイブリーセカンド』を発表。登場キャラクターの1人である魔王バスター、マグノリアが公開され、公式サイトもオープンした。『BDFtS』にも予告ジャイロムービーが収録されている。2015年4月23日発売。
2014年1月31日でニンテンドーeショップでの『BDFF』のダウンロード販売が終了し、同時に体験版の配信も終了した。
2014年7月27日で『BDFtS』の通常ダウンロード版の販売を終了し、翌7月28日より『BDFtS』のストーリー4章までを無料でプレイできる『ブレイブリーデフォルト たっぷり無料で遊べる版』（ブレイブリーデフォルト たっぷりむりょうであそべるばん）が配信開始される。5章以降は有料でフルバージョンにアップグレードすることでプレイできるようになる。2014年8月7日にパッケージ版のアルティメットヒッツ（廉価版）が発売される。
また、全世界累計出荷本数が100万本を突破していることが発表された（ダウンロード版を含めた数字）。
2015年1月には外伝的作品として、アピリッツ開発によるスマートフォン向けRPG『ブレイブリーアーカイブ ディーズレポート』がリリースされた（2017年10月23日サービス終了）。
2017年3月には新シリーズ作品として、スマートフォン向けRPG『ブレイブリーデフォルト フェアリーズエフェクト』（BRAVELY DEFAULT FAIRY'S EFFECT）がリリースされた（2020年8月31日サービス終了）。
2021年2月26日にはNintendo Switch向けに『ブレイブリーデフォルトII』が発売された。
2022年1月27日にスマートデバイス向け新作として『ブレイブリーデフォルト ブリリアントライツ』のサービスが開始（2023年2月28日サービス終了）。

## ストーリー
舞台はルクセンダルクと呼ばれる世界。そこには地・水・火・風の4つのクリスタルが存在し、自然の恵みを人々に与えてきた。人々の中には、クリスタルを信仰の対象とするクリスタル正教とクリスタルに依存しない社会の構築を目指すアンチクリスタリズムの2つの思想が対立していた。
風の神殿にて、風の巫女アニエス・オブリージュは徐々に弱まりつつあるクリスタルの輝きに不安を抱きながらも祈祷の準備を行っていた。クリスタルを前に祈祷を行おうとしたその時、突如クリスタルから闇が噴出して周囲を飲み込んでいった。身を盾にした修道女達の犠牲と引き換えに神殿を脱出したアニエスは、異変の原因を探るべく時を同じくして巨大な閃光が立ち昇ったノルエンデ村を目指した。
ノルエンデ村に住むティズ・オーリアは、弟のティルとともに羊飼いとして平穏な日々を過ごしていた。しかし突然、村全体が閃光に包まれ、大地が裂け、亀裂が大穴となり村を飲み込んでいった。凄まじいスピードで拡大する大穴に落ちた弟を引き上げようとするものの失敗し、自身も満身創痍となり気を失った。
カルディスラ王国の宿屋で目を覚ましたティズは、村の生存者を探しにノルエンデ村に向かい、そこで風の巫女アニエスと出会った。しかし、村の生き残りはティズだけであり、大穴ができた頃から世界中で風は止み海は腐り火山は噴火し地殻変動が起こるという異常現象が各地で発生していることを知る。アニエスはクリスタルの精霊エアリーとともに、闇に飲まれた4つのクリスタルを解放して世界を浄化し大穴を塞ぐべく旅立つも風の巫女としてエタルニア公国軍に狙われ、カルディスラ王国もまた公国軍に侵攻されていた。大穴を塞ぎ世界を元通りにしようとするアニエスに希望を見いだしたティズはその旅に同行する。
宿屋に戻った二人はリングアベルと名乗る記憶喪失の青年に声をかけられる。その青年はアニエスが風の巫女であることや大穴を塞ぐために旅をしていることを言い当て、二人に同行したいと申し出た。聞くと、記憶喪失の彼が持つ唯一の所持品「Dの手帳」にそれらのことや未来のことが記されているという。彼は手帳の持ち主が恋焦がれる少女に出会うべく、ティズたちに同行する。
セントロ砦跡では、公国元帥の一人娘イデア・リーが上官の黒魔道士オミノスの非道な行為を非難していた。さらにエスカレートするオミノスの行為にイデアはついに離反を決意し、その場に居合わせたティズたちに同行する。
紆余曲折を経て、闇に包まれたクリスタルを解放し、世界を闇から浄化するための四人の旅が始まった。クリスタルを解放すると、アニエスの持つペンダントの四片が一箇所ずつ光を帯びていくという。アニエスはこのペンダントを老師から譲り受けた時に、「自ら考え行動することの勇気を持つこと」「従わない勇気を持つこと」を戒められた。
はたして四人は世界に安寧をもたらすことができるのか。未来の出来事が書かれたDの手帳の正体とは。手帳の最後に書かれた怪物と血痕と6の文字は何を意味するのか。老師の言葉の真意は。長い旅の果てに四人は衝撃の真実に辿り着く。

## システム
シナリオは序章、第一章から第八章、終章、真終章の全11章構成となっている。
キャラクター操作は固定視点の3Dマップ上で行う。戦闘はイベントを除きランダムエンカウントで始まり、ターン制コマンド式になっている。
ジョブチェンジ
本作は「ファイナルファンタジーシリーズ」でも知られたジョブチェンジシステムを採用している。システム的には、異なるジョブ同士のアビリティを自在に組み合わせられる『ファイナルファンタジーV』に近いものとなっている。それぞれのジョブはジョブを司る「アスタリスク」と呼ばれるアイテムを持ったエタルニア公国軍のキャラクター達を撃破することで入手できる。
ブレイブ&デフォルト
本作の戦闘において特徴的なシステム。デフォルト（防御状態）することでブレイブポイントが溜まり、溜めたブレイブポイント（以下、BP）をブレイブで消費すると、同一ターン内での行動回数を最大4回まで増やすことが出来る。
BPは3回まで前借りが可能だが、BPがマイナスになると0以上に回復するまで行動不能になる。行動不能になったターンはBPが1ポイント自然回復する。BPは戦闘毎にリセットされる。
BP消費・前借りにかかわらず、BPを使用している際に順番が回る前に戦闘不能になると使った分が無駄になってしまう事になる為、その事も考慮しなければいけない。
BPを増減、コストとして消費する、BP貯蓄を最大4まで増やすアビリティもある。
必殺技
戦闘中、装備武器ごとに決められた条件を満たすと使用できる技。武器ごとに数種類用意されており、技名や台詞を自由につけられる。発動させるとキャラ毎の専用BGMが流れ、その間攻撃力アップなどの効果を味方全員に得られる。必殺技専用のパーツで更に属性、追加効果を付加することもできる。BGMが終わりきる前に必殺技が発動できるキャラが必殺技を行った場合には発動した効果は継続され、さらにそのキャラにセットした追加効果を付加できる。また、フレンドが必殺技を発動させたフレンド召喚データを使う事でも必殺技の発動も可能。
必殺技の発動時は戦闘中の早送り機能が制限され早送りできないが、召喚獣のムービーのスキップは召喚発動時にボタンを押しっぱなしにする事でスキップが可能。
ノルエンデ村復興
ティズの故郷ノルエンデを復興させる。すれちがい通信で住民を集め、住民に様々な作業をさせることによって店が増え、他の町では買えないようなアイテムが購入できるようになったり、必殺技パーツを入手できたりする。たまに村からアイテムが一行へ贈り物として届けられ入手できる事もある。体験版から住人の引継が可能（20人まで）。
住人の総人口かつ復旧箇所へ作業に配備させた人数が多ければ多いほど復旧するまでの時間が早くなり、作業の進行はゲーム本編をプレイしている時でのみリアルタイムで進行する。プレイ中に3DSを閉じてスリープさせた状態でも作業は中断されないため、これを利用して就寝時といった場合でも復興を進める事ができる。
戦闘ボーナス
特定の条件を満たして戦闘に勝利すると、勝利報酬にボーナスが上乗せされる。「1ターン撃破」で経験値、「ノーダメージ」でジョブポイント、「一斉撃破」でピーク（ゲーム内の通貨）にそれぞれボーナスが付き、各ボーナスは5連続達成で「〜王」、10連続で「〜神」と名前が変化、ボーナス倍率が上昇する。ただし、戦闘中の状況で特定の条件を満たせなった場合にはそのボーナスはリセットされ初期値に戻る。
フレンド召喚・配信
フレンドコードを登録しているプレイヤー、またはセーブメニューのフレンド招待で配信されている他のプレイヤーの配信データを戦闘中に召喚して効果を得たり、自分のキャラクターが戦闘中に行った事を配信するシステム。
通常攻撃・技・アイテム使用といった行動も配信できるほか、まだ習得していないジョブや必殺技を持ったキャラクターも召喚でき、技の中にはフレンド配信で使うと効果が出るものも存在する。また、必殺技のみ技名と召喚した際の決め台詞などを自由に編集する事ができる。
フレンドコードを登録しているプレイヤーとはネットで更新すると最新のデータを配信している場合には最新のものに更新される。ゲーム中ではCOMプレイヤー（COMタロウ・COMジロウ・COMサブロウ・COMシロウの四名）が存在し、仮想フレンドによるアビリンクが可能。ただし、COMプレイヤーはあくまでもアビリンクのお試し的なものであり、ゲーム中での更新があっても実際のフレンドと登録して得た配信データに比べてあまり効果は期待できない。フレンド招待の場合は最大4名まで受信できる事があり、戦闘で使えるのは受信したデータにつき1回限りで、使うと二度と使用できなくなる。フレンド招待できるのは1日1回まで。すれちがい通信で受信する事も可能。
自身が配信する場合はフレンド召喚から配信を選択するとコマンドウインドウが黄色に変化し、そのウインドウで選択した行動や技が反映され、戦闘終了後に配信はネット配信するか否か選択できるが、すれちがい通信データには自動的に登録される。なお、ダメージや回復の数値は配信側が戦闘中に与えた数値がそのまま表記される（最大9999）。配信データは必ず一人のみであり、戦闘で全員配信を選んだとしても反映されるのは最後に配信を選んだキャラクターのみとなる。
ゲーム連動コンテンツ
「スクウェア・エニックス メンバーズ」に予め登録し、メンバーズサイトにゲームのセーブデータをアップロードする事で、アチーブメントとしてゲームの進行状況に合わせアイテムが入手できた。
『ブレイブリーデフォルト』の全プレイヤーが協力して1つのクエストに挑む、ゲームと連動したイベント「ブレイブリークエスト」が行われていた。クエストの内容は、「ノルエンデ村の人口を全プレイヤーの総計で250万人以上にする」などがあり、クエストの達成有無で報酬アイテムが変化する仕組みになっている。
本作の関連商品を購入し、商品に付属するシリアル番号をメンバーズサイトに入力することで、ブラボーバニーなどの限定アイテムを入手できた。
これらゲーム連動コンテンツはサービスが終了したため、現在はプレイおよび限定アイテムの入手は行えない。

### フォーザ・シークウェルでの追加要素
2014年2月7日に更新データが配信され不具合が修正された。最新Verは1.1。
- 『BDFF』のデータ引継でプレイした際に発生する不具合の修正。
- クリア後に特典として追加されるニューゲーム+の開始時に強敵撃破数がクリアされる不具合の修正。
- パスワード入力時に使えない文字の修正など。

ブレイブリーセカンド
戦闘中にスタートボタン、またはセレクトボタンを押して発動。自分以外の時を止めて通常のダメージ上限である9999を超えた攻撃（上限は999999）を一方的に加えることが可能となる。使用条件としてスリープ状態で8時間経過した状態で1ポイントたまるSP（スリープポイント）を使う。BPを消費する技の使用時にはBPの代わりにSPが消費される。ニンテンドーeショップの課金システムを使用してSPドリンクを購入することで3ポイント回復も可能（SPが0以下の時しか使用できない）。
ブレイブと同様に前借りは可能だが、SPがマイナスになると0以上になるまで使用する事ができない。
一旦消費したSPは戻らない。
- データ更新時やすれちがい通信を受信した時、『光の4戦士 -ファイナルファンタジー外伝-』で登場した7体のボスが異世界からの強敵としてノルエンデ村復興画面に出現することがあり、それぞれが七つの大罪を冠した特殊攻撃のほか、「ジャ」系の魔法攻撃を使用してくる。BGMも光の4戦士の戦闘シーンの曲をアレンジした曲が使用されている。2013年12月24日からは増田セバスチャンによる完全新規デザインの魔王2体が配信された[16]。戦闘時に流れるBGMはRevoによる完全書き下ろしの新曲「歪なる思念 其の名は魔王」。スクエニ公式サイトから定期的に“強敵”を入れ替えて配信されているが、一日限定の“強敵”も配信しており、2014年5月からは月に一度の頻度で配信を行っている。2014年8月からはたっぷり無料で遊べる版配信記念で週替わりで強敵が配信されている。撃破後にドロップされることがある各種能力を上げる饅頭によりレベル99以降でもステータス上昇が可能となった。

一日限定で配信された強敵
- 2014年1月1日、お正月限定：蛸泉
- 同年2月14日、恋人日限定：白狐
- 同年3月3日、桃節句限定：熊雛
- 同年3月14日、倍返日限定：角王
- 同年4月1日、3%ゾーゼー

- ノルエンデ村復興で各店の復興レベルの上限が10から11に変更。レベル11の報酬は『BDFF』のアチーブメントで取得出来る武器や衣装となっている。
- 戦闘速度で2倍速と4倍速が選択可能[変更点 3]。となり、前回の戦闘コマンドを記憶したオート機能も追加。
- 戦闘の難易度変更やエンカウント率の変更などを追加。難易度はEASY、NORMAL、HARDの中から選択可能。
  - エンカウント率は100%（通常の2倍）〜-100%（まったく出現しない）までの中から50%刻みで選択可能。
  - エンカウント率以外にマップでの目的地マーカー、経験値、ピーク、JP取得の有無が選択可能。
- 一部アビリティの威力やコストを調整[変更点 4]。
- ゲノムドレイン可能な技の追加。
- 『BDFF』ではセーブデータが1箇所だけであったが、3箇所に増えた。ゲーム開始時にセーブ箇所を指定し、タイトル画面に戻るまで指定された箇所にセーブされる。
- 『BDFF』のデータをメンバーズサイトにアップすることでデータの引継が可能となっている。
- データ更新時のセーブデータを復元させることが可能（セーブデータを全削除する必要がある）。
- アチーブメントがメンバーズサイトにアクセスすることなく、ゲーム内のみで取得や確認が可能になった。
- Dの手帳にイベントビューアーと図鑑の項目にアビリティを追加。
  - イベントビューアーはプレイ中に閲覧したメイン、サブシナリオ、パーティチャット、ムービーを再閲覧することが可能。音声は日本語と英語の二種類、メッセージは日本語、英語、フランス語、イタリア語、ドイツ語、スペイン語の6種類から選択可能。分岐が発生するシナリオの場合は「イベント名 -A」、「イベント名 -B」などと表記される。
  - アビリティはゲーム中で取得した調合とゲノムアビリティが登録される（『BDFtS』で追加されたゲノムアビリティは登録されない）。
- 不明瞭だった一部のサブシナリオの補完が行われている。7章や8章では所属を問わず公国軍ボスがタッグを組んで登場し、最終的には稽古として公国軍全員とインターバルのない連戦となる。
- エンディング後に次回作『ブレイブリーセカンド』の予告ジャイロムービーを収録。

## ジョブ一覧
『ファイナルファンタジーV』、『ファイナルファンタジー レジェンズ 光と闇の戦士』に近いジョブチェンジシステムを採用している。本作独自の仕様は以下のものがある。
- 装備品はジョブによる制限がなく何でも装備できる（一部の専用アイテムを除く）。ただし、相性が設定されており、相性の悪い装備品では性能が発揮されない場合がある。
- アビリティは、「コマンドアビリティ」としてジョブコマンドを1つと、コストの範囲内で「サポートアビリティ」を装備できる。「サポートアビリティ」の上限コストはクリスタルの解放により増える（最大5）。
- 魔法は、そのジョブ自身もアビリティを習得しないと使えない。

すっぴん
初期のジョブ。突出したステータスは無いが、あらゆる装備に平均的に適性する。固有コマンドは「すっぴん技」。ジョブ特性はマスターしたジョブの数に応じて強くなる「大器晩成」。
モンク
HPと力が高く、肉弾戦が得意。固有コマンドは「体術」。ジョブ特性はナックルの武器適性がSになり、素手での威力が強化される「格闘の心得」。
白魔道士
精神が高く、回復、援護を得意とする。固有コマンドは「白魔法」。ジョブ特性は戦闘終了後に毒、暗闇、沈黙から回復する「自然治癒力」。
黒魔道士
知性が高く、黒魔法による攻撃や状態異常付与を得意とする。固有コマンドは「黒魔法」。ジョブ特性は「魔力共鳴」。魔力共鳴をセットしている味方の数に応じて黒魔法が強化される。
ナイト
HP、力、体力が高く、防御に優れる。固有コマンドは「騎士道」。ジョブ特性は瀕死の味方への攻撃を代わりに受ける「かばう」。
シーフ
アイテムを盗むことができ、素早さ、器用さが長けているためトップの攻撃回数を誇る。固有コマンドは「盗技」。ジョブ特性は盗む確率が上がる「盗賊の極意」。
商人
お金稼ぎと所持金を消費する技を使いこなす。固有コマンドは「商売」。ジョブ特性は戦闘勝利時の入手金額が上がる「入手金額アップ」。キャラクターデザインは石川ヒデキが担当。
魔法剣士
武器に魔法の属性や追加効果を付加して攻撃できる。固有コマンドは「魔法剣」。ジョブ特性は魔法攻撃を受けた際、魔法防御力が上がる「アンチマジック」。
時魔道士
ステータスは低めだが、時空魔法による補助を得意とする。固有コマンドは「時空魔法」。ジョブ特性は全滅時に戦闘開始時まで戻る事ができる「タイムリープ」。
狩人
力と素早さが高く、弓による特定種族への攻撃を得意とする。固有コマンドは「狩猟技」。ジョブ特性は命中率が大きく上がる「ホークアイ」。
召喚士
異世界の者を召喚し、強力な全体攻撃ができる。固有コマンドは「召喚魔法」。召喚魔法を入手するためには各地に潜む隠者の試練を乗り越える必要がある。ジョブ特性は攻撃を受けた際、ダメージに応じてMPを回復する「MP転化」。
ヴァルキリー
槍を扱い、BPを消費する強力な技が得意。固有コマンドは「飛技」。ジョブ特性は味方が戦闘不能になる度に攻撃力が上がる「ソウルハント」。キャラクターデザインは大久保篤が担当。
赤魔道士
ステータスは平均的だが、レベル4までの白、黒魔法を同時に使用可能。また、BPが上がるアビリティを多く覚える。固有コマンドは「白黒魔」。ジョブ特性は攻撃を受けた際、確率でBPが1上がる「リベンジャー」。
薬師
器用さ、素早さ以外が低いが、アイテムの扱いに長ける。固有コマンドは「処方」。ジョブ特性は回復効果が2倍になる「治療の知識」。キャラクターデザインは碧風羽が担当。
スーパースター
歌によって味方全員を強化、援護できる。固有コマンドは「歌唱」。ジョブ特性は歌唱の消費MPが半分になる「歌唱消費MP節約」。
海賊
力が最も高く、ダメージを与えつつ相手を弱化する技を多く覚える。固有コマンドは「海賊技」。ジョブ特性は瀕死時に物理攻撃、防御力が上がる「火事場力」。
忍者
力と素早さ、回避力に優れ、両手に武器を装備しての手数の多い攻撃を得意とする。固有コマンドは「忍術」。ジョブ特性は両手に武器を装備しても威力があまり下がらなくなる「二刀流」。
ソードマスター
自ら攻撃をしかけるよりも、刀による様々なカウンター技をメインとするジョブ。固有コマンドは「武士道」。アビリティ名はことわざに由来する。ジョブ特性は物理攻撃を受けた際に確率で反撃する「反撃」。キャラクターデザインは土林誠が担当。
魔人
魔法攻撃に優れ、特定の条件下で使用すると高威力の闇属性魔法を放つ攻撃が得意だが、非常に打たれ弱い。固有コマンドは「儀式」。ジョブ特性は魔法ダメージの一部を吸収してHPを回復する「魔法ダメージ吸収」。キャラクターデザインは竹が担当。
導師
属性攻撃や状態異常の無効化、回復魔法の強化といったアビリティを覚える。固有コマンドは「精霊」。ジョブ特性は白魔法の消費MPを1/4に抑える「白魔法MP節約」。
聖騎士
能力値はナイトに似ているが、攻撃、守備両方の技を兼ね備え、光属性攻撃が得意。固有コマンドは「聖剣技」。ジョブ特性はBPの上限を4に上げる「BP上限アップ」。
暗黒騎士
HPを犠牲にして高い威力の闇属性攻撃ができる強力なアタッカー。固有コマンドは「暗黒剣技」。ジョブ特性はダメージを受けるほど攻撃力と防御力が上昇する「逆境」。
ヴァンパイア
隠しジョブ。HPやアビリティなどを吸収する技や、敵の攻撃を習得して扱うゲノムアビリティを駆使して戦う。固有コマンドは「吸血技」。ジョブ特性は受けた敵の技を習得できる「ゲノムドレイン」。
魔界幻士
隠しジョブ。召喚獣の力を借り、能力値を大幅に上昇させる。打たれ弱いが、知性とMPが最も高く、MPを回復するアビリティを多く覚える。固有コマンドは「召喚合体」。ジョブ特性は戦闘終了時、自分のMPが最大25%回復する「戦闘後MP回復」。

## 登場人物

### 主要人物
ティズ・オーリア（Tiz Arrior）
声 - 斎賀みつき
本作の主人公。ノルエンデ村に住む羊飼いの16歳の少年。ノルエンデ村に大穴が発生したことで故郷が壊滅し、弟・ティルの死を目の当たりにする。その後、渓谷道の川面で意識を失っていたところをDの手帳の持ち主によって救出され、カルディスラの宿屋で手当を受ける。
心優しく前向きな性格で、故郷と弟を失くすという悲劇に見舞われながらも、ノルエンデ村の復興に尽力する、エイゼン地方で困っている人に手を差し伸べるなど、他者への助力になることに積極的に取り組む。また、ただ優しいだけでなくしっかりとした意志を持っており、メンバーから反対意見があっても自分の意見を素直に述べ、パーティの行動の指針になることもある。パーティ内では他のメンバーが個性的であるため、イベントでは一般人目線のツッコミ役となる事が多い。
アニエス・オブリージュ（Agnès Oblige）
声 - 小清水亜美
本作のヒロイン。風のクリスタルに仕える17歳の巫女。ノルエンデ村の大穴の前でクリスタルの精霊エアリーと出会い、世界に4つあるクリスタルを闇から解放することで世界の闇を浄化できることを知り、クリスタルを解放する旅に出る。慈愛に満ちた優しい心を持つ。しかし、巫女としての苦悩を一人で抱え込んでしまいがちだが、ティズの支えによって前進できている。極度の方向音痴であり、外界から隔離された環境で育ったことで世間知らずな面もある。常にクリスタル正教側の考えが正しいという目線で物事を考えてしまいやすい。初期案での髪型はツインテールであった。
リングアベル（Ringabel）
声 - 竹内良太
記憶喪失の青年。他者から「Ring a Bell（思い出せ）」と言われることから、リングアベルと名乗る。正式な年齢は不明だが、体験版のARムービーでは「18歳くらい」と自称している。
未来の出来事が記されているがリングアベル自身の事が一言も書かれていない不思議な書物「Dの手帳」を所持し、そこにティズ達の名前が記されていたことから彼らに同行する。また、手帳に書かれていた事からイデアを運命の女性として認識しており好意を寄せる。旅の途中で記憶を取り戻し、そのことをティズに打ち明ける。女性の事となるとテンションが上がる女好きな性格である一方、行く先々の場所や出来事を手帳に逐一記録するなどマメな一面もあり、乗り物の操縦も手慣れている。
イデア・リー（Edea Lee）
声 - 相沢舞
エタルニア公国軍元帥である聖騎士ブレイブの15歳の一人娘。エタルニア公国では空挺騎士団の飛行艇がカルディスラへ向かう風の巫女捕獲のために出立。出立前に最後の稽古にて師匠のカミイズミより愛刀「伊勢守」を託され、カミイズミ達と遠くでうかがう父に見送られて一人前になるための初任務に向かった。しかし、空艇騎士団の非道な行いに憤りを感じ、公国を見限り、ティズ達の旅に同行する。物事に白黒を付けるタイプかつ活発な明るい性格。甘い物が好きで、食いしん坊な所もある。アナゼルとは幼馴染で、頭に付けている黒と赤の大きなリボンが特徴。大食漢で各地の名産料理は必ず食す。怒った時の口癖は「むぐぐ」で、『BDFtS』の英訳では「Mrgrgr」と表記されている。
エアリー（Airy）
声 - 津村まこと
少女のような容姿と蝶のような羽を持つクリスタルの精霊。ノルエンデの大穴の前でアニエスに出会い、クリスタルを解放するためにサポートする。クリスタル解放の旅でアニエスたちに適切なアドバイスをする。子供が嫌いで、カナリア少年のエギルにあしらわれ憤る。メニュー画面では冒険のヒントを教えてくれる他、下画面をタッチすると眼で追うなど様々なアクションを見せる。5章以降に章を進めるごとに、羽の模様が変化していく。

### 空挺騎士団
クリスタルの信仰に関する改宗を強制するため、エタルニア公国からカルディス地方に派遣された公国軍第四師団。公国軍近衛師団を解体、再編して作られた。
騎士 アルジェント・ハインケル
声 - 土師孝也
空挺騎士団団長。ハルトシルト出身。「ナイト」のアスタリスク所有者。42歳。荒々しさと緻密さを兼ね備えた武将で電撃侵攻戦を得意とする。目的のためならば騎士道精神をも捨てる冷徹な性格だが、公国軍近衛師団長も務めた元勲であり、元帥であるブレイブや部下からの信頼も厚い。風の巫女アニエスの引き渡しを要求しに騎士団を率いて飛空艇でカルディスラを強襲する。15年前のエタルニア奪還作戦で正教総本山強襲部隊の隊長を務めた。
黒魔道士 オミノス・クロウ
声 - 保志総一朗
空挺騎士団副団長。エタルニア出身。「黒魔道士」のアスタリスク所有者で、炎の魔法ファイアを得意とする。32歳。自分に従順な部下を求めているが、残忍かつ空気の読めない性格のため敵味方の両方から忌み嫌われており、誰とも反りが合わずに孤立している。
闘士 ベアリング・アウト
声 - 大塚芳忠
空挺騎士団の操舵手。出身地不明。「モンク」のアスタリスク所有者。24歳。敵をひたすらぶん殴る脳筋タイプだが手先は器用で飛空艇の操縦、整備を行う、ホーリーと行動を共にする。
白魔道士 ホーリー・ホワイト
声 - たかはし智秋
空挺騎士団の紅一点。エタルニア出身。「白魔道士」のアスタリスク所有者。26歳。一流のヒーラーだが、高慢かつサディスティックでムラのある性格。15年前のエタルニア奪還作戦では、エタルニア市街占領部隊の見習い衛生兵だった。

### マヌマット・ボリトリィ商会
ラクリーカのクリスタルへの信仰心を失墜させようと企む組織。表向きは商会だが、その実態は公国軍第二師団。
ニコソギー・ボリトリィ会長
声 - てらそままさき
商会の会長。ラクリーカ出身。「商人」のアスタリスク所持者。ラクリーカ出身。44歳。金のためなら手段を選ばず、反感や恨みも買い、信頼や仲間をも売り飛ばす非情な男で、王から水の専売権を得ており、水価格を吊り上げて暴利をせしめている。関西弁で喋る。15年前、クリスタル正教宝物殿にあった美術品を売り飛ばし、巨万の富を得た。キャラクターデザインは石川ヒデキが担当。
時魔道士 マルメ・コンダ・マヌマット8世
声 - 白鳥哲
ラクリーカ国王。「時魔道士」のアスタリスク所持者。57歳。本人は自らの正確さを誇る意味で「秒針王」と名乗るが、周囲は気が小さいという意味でその名を呼ぶという。若い頃に海外留学を経験した典型的な文明かぶれで、先進的、開明的なことを非常に好み、懐古的な考えや伝統や古の風習を軽視する。そのため、アンチクリスタリズムの思想に共鳴しており、ボリトリィ商会と組んで国民を疲弊させ、民の不満の矛先を巫女に向けようとしている。極端な重工主義者で、先王の後を継ぐと国の経済が立ち行かなくなるほどに国の重工業化を推進した。商会の名誉会員。
魔法剣士 イクマ・ナジット
声 - 藤原啓治
ボリトリィ商会に雇われている用心棒。エタルニア出身。「魔法剣士」のアスタリスク所持者。37歳。元は剣士で、数年前に魔法剣を会得したが、その影響で一切の感情を捨てた。金になることなら何でも請け負うが、雇い主が不利になると立ち去ることもあり、守銭奴と陰口されている。稼いだ金の用途は不明である。15年前、ブレイブに協力し、エタルニア奪還作戦のエタルニア市街占領部隊隊長を務めていた。
盗賊 ジャッカル
声 - 檜山修之
盗賊団の長を務める青年。ラクリーカ出身。「シーフ」のアスタリスク所持者。16歳。ボリトリィ会長の指示でナダラケス遺跡を根城に、オアシスに来た者を相手に盗みを働いている。常に喉の渇きに苛立っており、乱暴な言動をとる。

### ブラッドローズ特務隊
艶花の国フロウエルを堕落させ、その考えをアンチクリスタリズムへ転向させるべく公国から送り込まれた特務隊。公国軍第三師団。
赤魔道士 フィオーレ・ディローザ
声 - 中田譲治
特務隊隊長。「赤魔道士」のアスタリスク所有者。38歳。ティズいわく「赤いおじさん」。一見陽気で気さくな伊達男だが、フロウエルを内部から堕落させるために暗躍している。女性を籠絡し、フェロモールという成分を抽出するためにフロウエル地下に大規模な基地を作っていた。ボリトリィ、カダとは過去の悪行仲間。イクマとは過去の因縁がある。
戦乙女 エインフェリア・ヴィーナス
声 - 甲斐田裕子
ヴィーナス三姉妹の長女。エタルニア出身。「ヴァルキリー」のアスタリスク所有者。25歳。イデアの姉弟子にあたる存在で、アンチクリスタリズムの思想に傾倒しており、フロウエル各地のクリスタル正教信徒を武力弾圧している。妹思いで苦労性。15年前のエタルニア奪還作戦には、見習い兵としてエタルニア市街占領部隊に参加していた。キャラクターデザインは大久保篤が担当。
召喚士 メフィリア・ヴィーナス
声 - 新井里美
ヴィーナス三姉妹の次女。エタルニア出身。「召喚士」のアスタリスク所有者。21歳。精霊フロウエルの羽から作った精霊の髪飾りを売りさばいている。自身もフロウエルの羽に含まれる粒子と恋人スレイマンを失ったショックで心を病んでおり、美しいものが壊れゆく様を喜びとしている。姉の言うことしか聞かない。彼女の手記によると、その恋人は召喚魔法「スサノオ」を探す旅の途中で行方不明になったらしい。
狩人 アルテミア・ヴィーナス
声 - 西沢広香
ヴィーナス三姉妹の三女。エタルニア出身。「狩人」のアスタリスク所有者。14歳。片言で喋る。命のやり取り及び強者との戦いを至上とし、フロウエルの守護神「森オロチ」を狩り尽くして作った花の髪染めを高値で売りさばいている。森オロチの骨髄に含まれるセニナル毒素により自身も蝕まれている。長女エインフェリアの言うことしか聞かない。

### 黒鉄之刃
読みは「くろがねのやいば」。剣派側の傭兵部隊であるが、実際は公国軍第一師団の影の符合である。4年前に発生した軍事国家エイゼンベルグの内乱に乗じてエイゼンベルグ国内を混乱に陥れている。
剣聖 ノブツナ・カミイズミ
声 - 緑川光
黒鉄之刃団長。エタルニア出身。「ソードマスター」のアスタリスク所有者。45歳。エタルニア最強とも称される一流の武人で、聖騎士と共に「二聖」と呼ばれる。敵の命も重んじる優れた師団長としても有名。イデアとエインフェリアの師匠。聖騎士ブレイブとは旧知の仲で、かつてイデアの母ヲカエを巡って決闘にまで及んだとエタルニアの街で噂されている。イデアに愛刀伊勢守を贈った。専用飛空艇を持っていることなどから、アナゼルの前任の六人会議メンバーと思われる。15年前のエタルニア奪還作戦では土の神殿強襲部隊の隊長を務めた。専用飛空艇は「柳生」。キャラクターデザインは土林誠が担当。
キャプテン ハイレディン・バルバロッサ / キャプテン・バルバロッサ
声 - 廣田行生
カルディスラ出身。黒鉄之刃副団長を務め、海戦部隊を指揮する。「海賊」のアスタリスク所有者。35歳。細かいことは気にしない豪快な性格で、戦友のカミイズミや部下からの信頼は厚い。パイレーツ・オーシャンで遭難して幽霊船となった元親友スレイマンの帆船「ファンキー・フランキスカ号」に同乗して召喚魔法「スサノオ」を探しているが、スレイマンの遺した航海日誌の大いな読み違えと極度の方向音痴によって見つけられずにいる。『BDFtS』のサブイベントではスレイマンの死を乗り越え立ち直ったメフィリアと共に旅を続けた結果スサノオを発見し、ティズ達と一戦を交えることになる。
女忍者 キキョウ・コノエ
声 - 斎藤恵理
エタルニア出身。「忍者」のアスタリスク所有者。21歳。変装術に長けたくノ一。黒鉄之刃の隠密部隊を率いており、要人暗殺を企む非情な性格をしているがあがり症でもあるため、普段は寡黙だが変装時は一転して饒舌になる。火の巫女を暗殺した張本人。
戦場アイドル プリン・ア・ラ・モード
声 - 水沢史絵
フロウエル出身。「スーパースター」のアスタリスク所有者。自称17歳。直感とアドリブで生きる無邪気な性格。アイドル歌手のような衣装を纏い軍人らしからぬ風貌だが、特殊な力を秘めた「歌」によって味方の鼓舞や敵のかく乱を行う役目を担う。剣派と盾派が睨み合うエイゼン大橋に配属されているが、その出自は謎に包まれている。アスタリスク奪取後はマイクを置いて戦場アイドルを引退するが、5章以降はある場所でアイドルとして歌っており、盾派、剣派を問わず夜な夜な様々な人を魅了している。
薬師 カ・ダ / カダ
声 - 茶風林
エタルニア出身。「薬師」のアスタリスク所有者。46歳。薬の調合・合成武器作成のスペシャリストだが、出世欲が高く現在の自身の待遇に不満を抱いており、団長のカミイズミに対しても心からは従っておらず、その裏で猛毒兵器の開発を企んでいる極悪非道のマッドサイエンティスト。3年前の戦で猛毒兵器をカミイズミの命に反して使用し、多くの兵を殺戮したことで除毒や負傷兵の治療などの後方勤務を命じられたが、本人は猛毒兵器を使用したことについて全く反省していない。アスタリスク奪取後、サブイベントの進行状態によっては仮死状態となって逃げだそうとした所をカミイズミによって誅殺される。キャラクターデザインは碧風羽が担当。

### 六人会議
エタルニア公国の最高意志決定機関。クリスタルを「祈りの対象」ではなく「人類を豊かにするために利用するもの」とし、クリスタルを信仰する国々を弾圧している。
聖騎士 ブレイブ・リー
声 - 子安武人
六人会議の議長にしてエタルニア公国軍元帥。エタルニア東の村（墓標の村）出身。「聖騎士」のアスタリスク所有者。45歳。イデアの父親。エタルニア市街の学校では正教学を学び、首席で卒業していた。アンチクリスタリズムを提唱した張本人で、公国と世界の未来のためにクリスタル正教を弾圧している。元は正教の司祭で、故郷が疫病に冒された時、クリスタルの力を使い助けてほしいと懇願したが、正教は疫病から自分たちを守る為見捨てる判断をしたため下野した過去を持つ。15年前にユルヤナと激論を交わした末に、自ら首魁を称してエタルニア奪還作戦を実行し、正教教団総本部を襲撃、土のクリスタルを強奪した。
暗黒騎士 アナゼル・ディー
声 - 竹内良太
六人会議のメンバー。フロウエル出身。「暗黒騎士」のアスタリスク所有者。20歳。フロウエルの貧民街で母親に捨てられ荒んだ生活を送っていたが、正教総本山を下野し世界を放浪していたブレイブに才能を見出され、元帥の腹心となった暗黒騎士。職務に忠実で、非常に真面目な苦労性。仮面の下の素顔を知る者はいない。イデアとは幼馴染で、ブレイブ一家を家族同様に慕っている。専用飛空艇は「黒騎士」。ブレイブの指示でホーリーピラーに突入した一行に立ち向かうが敗北し、兜が割れて素顔を晒した後に飛空艇から転落した。この時に「Dの手帳」に酷似した手帳を残していった。
導師 ヴィクター・S・コート / ヴィクター博士
声 - 小野大輔
六人会議のメンバー。ラクリーカ出身。「導師」のアスタリスク所有者。25歳。幼少時から頭角を見せた明晰な頭脳と膨大な白魔法の知識により、エタルニアの医療技術を進歩させ、神童と呼ばれた。ヴィクトリアの主治医で、難病を持つ彼女を彼の父親が封じた手段を含むありとあらゆる手を尽くし命を救ったが、度重なる発作や性格の変化を目の当たりにし自らの行為に疑問を持つ。その贖罪の為にヴィクトリアに従順に接している。専用飛空艇は「医神」。
魔女 ヴィクトリア・F・シュタイン
声 - 谷花音
六人会議のメンバー。フロウエル出身。「魔人」のアスタリスク所有者。年齢不詳。抜群の魔力と知能を持つが、感情と体調が不安定で時々発作を起こすため、ヴィクターの治療を必要とする。幼い少女のような外見とは裏腹に、老人のような話し方をし、残虐な言動や行為をとる。水の巫女候補として選ばれたが、難病を理由に廃されブレイブに引き取られてヴィクターの治療を受けたという生い立ちからクリスタル正教と巫女を嫌悪しており、命の恩人でもあり同じく正教と巫女を憎むブレイブに協力している。キャラクターデザインは竹が担当。
ヴァンパイア レスター・ド・ロッソ / レスター卿
声 - 東地宏樹
エタルニア公王であり、六人会議のメンバー。「ヴァンパイア」のアスタリスク所有者。フロストコフィン城（通称吸血鬼城）の城主。旧エタルニア王国の公爵家の出身で、かつてはクリスタル教（旧教）司祭、正教枢機卿を務めた。当初は正教と対立する組織の首領として正教と戦争をし天使と遭遇、それをきっかけに不死身となり2400年以上生きている。対外的にはエタルニア公国の王ではあるが、実権は六人会議議長のブレイブが握っているので、自ら望んでエタルニア北西のフロストコフィン城で隠遁生活を送っており政治には関与しておらず、六人会議も常時欠席している。
また、ジョブこそ「ヴァンパイア」ではあるが、本人は不死であるだけで吸血鬼ではない。他人に吸血鬼よばわりされるので、牙を生やしたり、吸血鬼らしいアビリティを開発したり、吸血鬼らしい武器としてブラッドソードを使用したりしている。
ユルヤナ / ユルヤナの老師
声 - 増岡弘
六人会議のメンバー。「魔界幻士」のアスタリスク所有者。ユルヤナの森に住む仕立屋で、フロウエルに度々服の行商に来ている。スケベな性格をしており、後にリングアベルから心の師匠と仰がれることになる。正教の異端審問官として1800年前にレスター卿と最後の決闘をし、天使の予言を聞いた。不死の術を体得しており、年齢は約1900歳。実はレスター卿と並ぶ六人会議の前身たる組織の創設者の1人だが、現在はレスター卿同様政治には関与しておらず、六人会議も常時欠席している。召喚士メフィリアの師匠でもある。アニエスに平行世界や遠隔地と通信できるペンダントを渡す。

### その他の人物
カール
声 - 梅津秀行
カルディスラ王国にある宿屋の主人。宿屋としての腕は良く、その評判は他国にも届いている。穏やかで心優しい人物であり、被災したティズにも親身に接する。息子のオーウェンを亡くした後、体調を崩して寝込んでしまうが、エギルを養子に迎えた後は体調が回復し宿屋に復帰する。
オーウェン
声 - 石川界人
カルディスラ王国の24歳の兵士長。カールの息子。生まれつき身体が弱かったが、愛する国のために身体を鍛えて兵士に志願し、数々の手柄を立て若くして兵士長になった。ノルエンデ村の大穴で被災したティズを手厚く看病した。公国による侵略の際にハインケルとの一騎討ちに敗れ息を引き取った。
カルディスラ王
声 - 茶風林
カルディスラ王国の国王で在位30年。国民を想う優しい性格で、先王の遺訓に従い、圧政を布かずに平和に国を治め続けてきた。エタルニア公国の空挺騎士団による侵略に頭を悩まされている。
オサマール・ナダラケス
ラクリーカの宰相。ナダラケス地方出身。39歳。マヌマット王が興味を示さない政務全般を切り盛りし、陰で国の経済を持ちこたえさせていた。クリスタル正教や巫女への理解も深い。国王崩御後も宰相として国を切り盛りしている。元々ラクリーカを含むナダラケス地方を治めていた前王朝の末裔。
おばば
本名・年齢不詳。フロウエルの摂政。近年の正教離れと国の風紀の乱れにより、国政から遠ざけられている。オリビアが亡くなった後、身寄りのない女の子を引き取り次代の水の巫女として育てることとなる。
オリビア・オブリージュ
フロウエル出身の17歳の水の巫女。アニエスの唯一の親友であり、弱気になるアニエスを何度も勇気づけてきた。ブラッドローズ特務隊に追われ、フロウエル各地を流転している。アニエスと再会後、ヴィクトリアの魔法から庇って死亡する。
酒場の女将
本名、年齢不詳。グランシップの酒場「酔いどれ酒場」を経営する気風の良い女将。ラッツ、ダッツとは昔馴染で、料理も上手い。
ラッツ・ヘヴィブロウ
エイゼンベルグの盾派軍伍長。エイゼン地方出身。26歳。内戦への支援をグランシップに求めたが却下され、代わりにティズ達に援護を求め、彼らと知り合う。ダッツとは幼馴染。盾派四戦士の一人。
ダッツ・ストロングベリィ
ラッツの幼馴染で、彼と同じくエイゼン地方出身の盾派軍伍長。26歳。巨体に似合わず手先が器用であり、船舶の操縦を軽くこなす。盾派四戦士の一人。
ダニエル・グッドマン
盾派軍の司令。ハルトシルト出身。42歳。前線のエイゼン大橋を堅守している。由緒ある家柄の出で、温厚篤実な性格で部下思いなうえに愛妻家なため、民の人気も高い。
エレオノーレ・グッドマン
グッドマン司令の妻。ハルトシルト出身。38歳。グッドマン家と同格の名家の出で、許嫁のダニエルとは結婚して15年が経つ。子供はいない。夫婦揃っての善人で、領民からも慕われている。
サラニシュセ・シュタイナー
盾派軍の参謀。盾派四戦士の一人だが現在の地位に出世した。ノイヤー参謀と出世を争っていがみ合っているが、エタルニア隠密部隊による諜報活動が原因である。
サヴィッシ・ノイヤー
盾派軍の参謀。盾派四戦士の一人だが現在の地位に出世した。グッドマン司令官に横恋慕している。ノイヤー参謀と出世を争っていがみ合っているが、エタルニア隠密部隊による諜報活動が原因である。
エギル・マイヤー
声 - 水沢史絵
剣派のアジトに拉致され、ミスリル鉱山で働かされていたカナリヤ少年。ハルトシルト出身。8歳。両親共に盾派の兵士でグッドマン司令をかばって戦死した。ティズに助けられて以来、彼を慕うようになる。ティズも彼に弟ティルの面影を見た事と、火の神殿への手がかりを持っていることを知りエギルの面倒を見るようになる。後にカールに引き取られ、カルディスラ王国の幼年兵になる。ティズからもノルエンデ復興総督代行を任された。
火の巫女
故人。4年前の黒鉄之刃隠密部隊の火の神殿襲撃時に暗殺されたが、エギルの夢に現れてアニエスを炎の神殿へ導くように伝える。
ユメイヤー・ブレル
剣派司令官。エイセンベルグ内戦のきっかけを作った人物。名門ブレル家の7代目。初代剣派総帥ケッシン・ブレルや先代達に比べるとプライドだけが高い小物で敗戦が濃厚になった途端にカミイズミの専用飛空艇に乗って逃げまわった挙句、アナゼルによって撃沈される。Dの手帳の中にも登場し、気の弱い一面が記載されている。
カナデル・ウットリート
故人。グランシップ出身の世界的に有名な伝説の音楽家。死の直前に各地に住んでいる弟子に音楽の奥義を伝えるため旅に出かけ、エイゼンベルグで子供たちに音楽の楽しさを伝えて永眠した。
スレイマン
故人。海賊船ファンキー・フランキスカ号船長。恋人メフィリアが求めていた召喚魔法「スサノオ」を探すために海洋を探索していたが、病没する。いまだ成仏出来ずに彷徨っている。
ヲカエ・リー
聖騎士ブレイブの妻で、イデアの母親。エタルニア東の村（墓標の村）出身。40歳。生まれつき身体が弱く、イデアを産んですぐに病に倒れ、エタルニア中央医療塔に入院している。夫・ブレイブとは幼馴染らしい。誰に対しても分け隔てなく接し、政治に一切口出しせず良き妻と母を体現している。
土の巫女
故人。15年前、エタルニア公国の土の神殿占拠時に聖騎士に罵詈雑言を浴びせた後、一太刀で葬り去られた。
ヴィンセント・S・コート
故人。ヴィクターの父親である研究者。エタルニアを不死の国といわれるまでにした白魔道ケーブル敷設の提言者。研究者としては良識のある人物で危険な人造生命の研究の停止を進言したり、ヴィクトリアの治療の協力を行っていたが狂気にとりつかれてしまう。
イウテ・ヤタ・マヌマット7世
故人。ラクリーカ国の先王で、彼が亡くなった後はマヌマット8世が後を継ぐことになる。
隠者
召喚魔法の試練を与える謎の存在。世界各地に5人が隠遁しており、隠者が唱える召喚魔法を耐えた者に力を与える。寒い中で試練を受ける者を長い間待ち続ける辛さを語り、試練を断るとショックを受ける。
天使
1800年前、最終決戦の対峙をしていたレスター卿とユルヤナの前に現れた謎の存在。アニエスにそっくりな姿で現れた時にはすでに瀕死であったがこれから起こる未来を予言した後に消滅。その正体は平行世界のアニエス。
冒険家と相棒
各地でティズ達をサポートしてくれる謎の存在。封印の時限回廊最奥部の隠し通路でラスボス以上に強力な敵として戦うことも可能。『光の4戦士 -ファイナルファンタジー外伝-』にも登場していたが、相棒のキツネが普通に喋るようになった。
ウロボロス
声 - 檜山修之
闇のオーロラに潜み、神界への侵攻を目論んでいる。

## 世界観
ゲームの舞台であるルクセンダルクと呼ばれる世界の各所について記述する。

### カルディスラ地方
ルクセンダルクのほぼ中央にあり四方を海に囲まれているため外敵が攻め込みにくく、9代前のカルディスラ国王が統一して以降平和となっていたが、現在は空挺騎士団の襲撃にあっている。
はじまりの国 カルディスラ王国
カルディス大陸の南に位置する王国。度々空挺騎士団の襲撃に遭っている。
ノルエンデ村
かつて高原にあった小さな村落。ティズの故郷だったが地震とともに発生した閃光により壊滅。残されたのは大穴だけとなった。
ノルエンデ渓谷
カルディスラ西の渓谷。山頂からはノルエンデ村を見下ろせる。
セントロ砦跡
カルディスラの南北を分ける砦跡。カルディス地方の南北統一によりカルディスラ王国が放棄していたが、現在はオミノスが拠点としている。
ロンターノ離宮
カルディス地方最北端にある離宮。空挺騎士団に占領され、カルディスラ侵攻の一大拠点となった。
闇のオーロラ
条件を満たすとノルエンデ村のあった大穴に登場する。

### ナダラケス地方
カルディス地方の東南にある大半を砂漠が占める熱砂の大陸。
砂と大時計の国 ラクリーカ
ナダラケス砂漠の中央に位置する機械仕掛けの工業大国。風が止まった影響で人々は奉仕労働を強いられている。
ナダラケス遺跡
ラクリーカの西にある遺跡。ジャッカル率いる盗賊団の拠点。
風の神殿
風のクリスタルを奉る神殿。闇に飲まれた影響で修道女は消え、魔物達の巣窟と化した。
瘴気の森
ナダラケス地方の北東に広がる森。フロウエルへ陸路で行ける唯一の道だが、風のクリスタルを開放しないと瘴気によって近づくことすらできない。

### ユルヤナ地方
ナダラケス地方から北東に位置する森と湖のある半島。
ユルヤナの森の仕立屋
森の湖のほとりにあるユルヤナの自宅兼仕立屋。
祈祷衣の洞穴
仕立屋から時計回りに進んだ先にある洞窟。奥には巫女の祈祷衣の素材である「祈りの虹糸」が落ちている。

### フロウエル地方
ナダラケス地方の北、清浄な内海フロウ・ラクリーの北にある、水と花と草原と森にあふれた大陸。
艶花（あではな）の国 フロウエル
フロウエル地方の水上都。男性の定住が認められていないが、完全な男子禁制ではなく男性の来訪や宿での宿泊といった一時的なものは特に禁じられているわけではない。
本来は森と花に恵まれ、ルクセンダルクで最もクリスタル正教の教えが浸透した国だったが、現在は女性達が美を争う歓楽街となっている。
水の神殿
水のクリスタルを奉る神殿。現在は誰もいない。
不気味な樹上
フロウエル東方にある大樹。アルテミアによって森オロチが狩り尽くされている。
フロウエルの花園
フロウエルの西に広がる花園。踏むと沈黙状態になるモクチンの花が咲いている。メフィリアによって精霊フロウリィが狩り尽くされている。
カレーダの森
フロウエル北部にある枯れ木の森。クリスタル正教の信徒が森の隠れ里にひっそりと暮らしているという。
キレート山
フロウエル地方の南東に位置する山。ユルヤナの森に繋がる。
ダスク遺跡
フロウエル建国以前から存在したとされる遺跡。奥にはクリスタル正教の隠れ里がある。
封印の時限回廊
フロウエル地方の最北端にあるクストラ諸島中央にある小島。終章か真終章でレスター卿と話すと行けるようになる。かつて教団が秘匿していた禁忌の武具を封印するためにユルヤナが作り出した迷宮。テレポ類が使えない。回廊最奥部へ行く階段には封印が施されて、真終章でユルヤナから話を聞くと解除される。最奥部の隠し通路には冒険家と相棒が待ち構えている。

### エイゼン地方
カルディス地方の南、かつて海賊国家があったとされる大海、パイレーツ・オーシャンとその西にある活火山のあるエイゼンベルグ（意味は鉄の山）大陸をまとめてエイゼン地方と呼ぶ。
沈みそうな国 グランシップ
パイレーツ・オーシャンの中心に浮かぶ船上国家。議会がいつまでたっても議論だけで結果が出ないためまどろみ議会と揶揄され、最近沈降が激しくなっている。第五章以降は酔いどれ酒場がウミウシ亭に変わっている。
ファンキー・フランキスカ号
パイレーツ・オーシャンをさまよう幽霊船。スレイマンや船員の亡霊がいまだ成仏できずに船上を彷徨っている。
海岸の廃屋
グランシップに救援を求めるためにラッツ、ダッツが拠点としていた家屋。グランシップ浮上後は盾派の兵士が駐屯していることが多い。
盾派の街 ハルトシルト
カッカ火山のふもとにある盾派の本拠地。火山の噴火により、マグマに飲まれつつある。南には火の神殿へ通じる通路があるがカッカ火山の噴火で流れた溶岩で塞がれている。
エイゼン大橋
エイゼンベルグの中央に位置する橋。ハルトシルトとシュタルクフォートを結ぶ3つの街道の中で最も道幅が広く、剣派と盾派が睨み合っている。プリンによって盾派が劣勢に立たされている。
グラープ砦
4年前の毒の煙によって多くの兵士が命を落とし、毒の拡散防止と除毒の研究を目的に建造された剣派の砦。
ミスリル鉱山
カッカ火山の麓にある鉱山。現在は剣派に占拠され、子供達が労働に従事させられている。
シュタルクフォート
剣派の拠点。かつてはエイゼンベルグ北の都だった。
地底火山洞
ミスリル鉱山の奥にある火の神殿への抜け道。
火の神殿
火のクリスタルを奉る神殿。カッカ火山の噴火により溶岩に囲まれ、入れなくなっている。

### エタルニア地方
カルディスラ地方の北西にある、雪と厳高地と呼ばれる峻厳な山岳に囲まれた、不死の国とも呼ばれる謎の多い大陸。30年前に発生した大隆起で外部との往来が困難となり、20年前に発生した世界疫病により大量の死者を出した。15年前に聖騎士の決起によりクリスタル正教教団が倒され、エタルニア公国が建国された。
不死の街 エタルニア公国
エタルニア地方のサウスパーキン平原を抜けた先にある街。医学が発達しており、人々は病による死を克服したとされる。
エタルニア公国軍 総司令部
エタルニア公国の中枢機関にして土のクリスタル神殿を守る最後の砦。元々はクリスタル正教の教団総本部だったが、聖騎士によって襲撃・占領された。飛空艇ドックなどが増築されている。
不死の塔
元々は土のクリスタル神殿だが、聖騎士が占領した際、国中に治療波動を循環させる白魔道ケーブルが敷設された。
吸血鬼城
エタルニア地方の北西に位置するレスター卿の居城、フロストコフィン城の通称。門を開けるには各地に点在する6つのキーストーンが必要。

## 用語
クリスタル
悠久の昔からルクセンダルクに存在し、大いなる恩恵と調和をもたらす聖なる存在として信仰されてきた巨大な結晶。風・水・火・土の4つがあり、巫女の祈りの力や人々の願いを内部に蓄積しながら成長すると伝えられている。大穴の出現と同時にクリスタルが闇に飲まれて力を失ったため、風は止み、海は腐り、火山が噴火し、大陸変動が頻発することとなった。エアリーの話ではクリスタルを巫女の祈りの力で覚醒励起させて力を解放することで大穴は塞がるらしい。破壊されても核さえあれば、人々の想いによって育ち、数千年も経てば現在の大きさにまで再生する。
巫女
クリスタルの力を民衆に示す存在としてクリスタルに一生を捧げるため、クリスタルに嫁ぎし者ともいわれる。幼少時に教団に素養を見いだされ、巫女の子として神殿入りをした後に先代の巫女に仕え、巫女の逝去後に次代の巫女となる。すべての巫女はオブリージュの名前を冠する。
クリスタル正教
クリスタルを信仰対象とし2400年前に誕生した宗教。世界各地のクリスタル神殿と巫女や修道女を掌握。世界中に教えを広め歴史や文化にも影響を与えてきたが、15年前に建国されたエタルニア公国が掲げるアンチクリスタリズムに押されつつある。
教団
正教を広めるために組織され、土の神殿を総本山として教皇を中心として数人の枢機卿によって維持されてきたが腐敗の温床となっていた。
クリスタル教
正教以前のクリスタル信仰。平和裏にクリスタル正教にその地位を委譲したが、現在では歴史に汚名を残す「旧教」として貶められている。
アンチクリスタリズム
エタルニア公国が掲げる反クリスタル正教思想。クリスタルを信仰対象として崇め奉るのではなく、人の手で管理し積極的に活用する一方でクリスタルに依存しない社会の構築を目指す。各地で展開される公国軍にはその理念が伝わっておらず悪事によって各国を傾けつつある。
アスタリスク
公国軍ボスを初めて撃破した時に入手できる輝石。ジョブチェンジするために必要であり、作成方法や成分などはユルヤナしか知らない。アスタリスク所持者と対峙する際には「アスタリスク・サンクチュアリ」と呼ばれる聖域が発生し、戦闘に勝利した者以外は抜け出すことが出来なくなる。

## 体験版
ブレイブリーデフォルト たっぷり無料で遊べる版（2014年7月28日配信開始）
『BDFtS』製品版と全く同じ内容を、4章クリアまで無料で遊ぶことができる。通常ダウンロード版と入れ替わりで配信開始された。5章以降はアップデートキットを購入することでプレイ可能。
以下の旧バージョンは配信終了となった。
- ブレイブリーデフォルトAR体験アプリ（東京ゲームショウ2011で専用ARマーカーを先行配布）[24]
- BRAVELY DEFAULT Demo Vol.1 -クリスタルの巫女編-（2012年2月29日 - 9月11日配信） - クリスタルの祭壇での移動とアニエスの部屋でのARムービー[25]。
- BRAVELY DEFAULT Demo Vol.2 -絶望の勇者編-（2012年3月28日 - 9月11日配信） - オープニングムービー、ティズのARムービー、カルディスラの街の探索[26]。
- BRAVELY DEFAULT Demo Vol.3 -バトル編-（2012年6月27日 - 9月11日配信） - イデアのARムービー、ジョブを選択してのバトル[27]。
- BRAVELY DEFAULT Demo Vol.4 -ジョブ＆アビリティ編-（2012年8月1日 - 9月11日配信） - リングアベルのARムービー、ダンジョン探索、ジョブ追加とカスタマイズの拡充[28]。
- BRAVELY DEFAULT -体験版-（2012年9月12日 - 2014年1月31日配信） - 今までに配信していたDemo Vol.1 - Vol.4をひとつにまとめて編集した最終アップデート版。旧版の体験版にそれぞれ収録されていたアニエス、ティズ、イデア、リングアベルのARムービーをまとめて収録、ラクリーカ周辺の探索やチュートリアルを兼ねたクエストもあり、進行状況によって製品版に様々な特典が追加される。一部制限はあるが、すれちがい通信にも対応。
- ブレイブリーデフォルト フォーザ・シークウェル体験版（2014年2月1日 - 2014年7月24日配信）

オリジナル版である『BRAVELY DEFAULT -体験版-』の内容を踏襲しつつ、バトルの快適性、ユーザーインターフェースの利便性などが『BDFtS』仕様のものにグレードアップされた。

## スタッフ
- プロデューサー - 浅野智也
- リードアーティスト - 吉田明彦
- 開発ディレクター - 中原顕介（シリコンスタジオ）
- シナリオ - 林直孝（5pb.）
- アートワーク - 宮本由香[29]
- BGアート - 植田、TAKORASU
- 音楽 - Revo（Linked Horizon）
- サウンドディレクター - 山中康央

## 主題歌
エンディングテーマ「希望へ向う譚詩曲」
作詞・作曲 - Revo、歌 - Linked Horizon

## 小説版
ブレイブリーデフォルト Rの手帳
ゲームノベルズ（スクウェア・エニックス）にて、2013年12月5日に発売された。全2巻
- 小説 - 月島総記
- イラスト - 鈴木次郎

ブレイブリーデフォルト フェアリーズエフェクト リンネのキセキ
デジタル版ゲームノベルズ（スクウェア・エニックス）の電子書籍として、2018年11月12日に発売された。全1巻。
- 小説 - 霧海正悟
- 表紙イラスト - 風間雷太
- 本文挿絵 - いさかわめぐみ

## 漫画版
ブレイブリーデフォルト フライングフェアリー
週刊ファミ通＆ファミ通コミッククリア（KADOKAWA）にてほぼ同時期（コミッククリアはファミ通の発売から1日後に掲載）に、2014年11月6日から2017年1月19日まで隔週連載された。内容は同一である。全4巻。
- 漫画 - 三鷹ナオ
- ストーリー構成 - 西津大貴
- 監修 - 二木達博
- 原作 - スクウェア・エニックス

## 関連商品
書籍関連
- Vジャンプブックス ブレイブリーデフォルト フライングフェアリー マスターブレイブガイド (ISBN 978-4-08-779639-1)
- SE-MOOK ブレイブリーデフォルト フライングフェアリー 公式コンプリートガイド (ISBN 978-4-7575-3776-7)
- BRAVELY DEFAULT Design works THE ART OF BRAVELY 2010-2013 (ISBN 978-4-7575-4117-7)
- ブレイブリーデフォルト Rの手帳 Vol.1（小説） (ISBN 978-4-7575-4118-4)
- ブレイブリーデフォルト Rの手帳 Vol.2 （小説）(ISBN 978-4-7575-4119-1)
- SE-MOOK ブレイブリーデフォルト フォーザ・シークウェル 公式コンプリートガイド (ISBN 978-4-7575-4120-7)
- ブレイブリーデフォルト フライングフェアリー1（漫画）（ISBN 978-4-04-730497-0）
- ブレイブリーデフォルト フライングフェアリー2（漫画）（ISBN 978-4-04-730941-8）
- ブレイブリーデフォルト フライングフェアリー3（漫画）（ISBN 978-4-04-734467-9）
- ブレイブリーデフォルト フライングフェアリー4（漫画）（ISBN 978-4-04-734468-6）
- ブレイブリーデフォルト フェアリーズエフェクト リンネのキセキ（小説）（電子書籍）

CD関連
| 発売日         | タイトル                                                               | 規格品番                  | レーベル               | 最高位 |
| -------------- | ---------------------------------------------------------------------- | ------------------------- | ---------------------- | ------ |
| 2012年10月10日 | ブレイブリーデフォルト フライングフェアリー オリジナルサウンドトラック | SQEX-10333                | スクウェア・エニックス | 21位   |
| 2012年8月22日  | ルクセンダルク小紀行                                                   | PCCA-03644 （初回限定盤） | ポニーキャニオン       | 8位    |
| 2012年8月22日  | ルクセンダルク小紀行                                                   | PCCA-03645 （通常版）     | ポニーキャニオン       | 8位    |
| 2012年9月19日  | ルクセンダルク大紀行                                                   | PCCA-03647 （初回限定盤） | ポニーキャニオン       | 15位   |
| 2012年9月19日  | ルクセンダルク大紀行                                                   | PCCA-03648 （通常版）     | ポニーキャニオン       | 15位   |
| 2013年12月25日 | ブレイブリーデフォルト ドラマCD 〜リユニオンの祝祭〜                   | SQEX-10413                | スクウェア・エニックス | 58位   |
| 2014年9月17日  | ブレイブリーデフォルト ドラマCD ～エタニティの腕環～                   | SQEX-10446                | スクウェア・エニックス | 107位  |
| 2014年11月19日 | X'mas Collections music from BRAVELY DEFAULT                           | SQEX-10458                | スクウェア・エニックス | 148位  |
DVD・BD関連
- ルクセンダルク紀行（2013年03月20日、ポニーキャニオン）